# Anneli Lyckeborn
Anneli Kristina Lyckeborn, född 11 februari 1958, är en svensk liberal politiker och kommunalråd i Karlskoga kommun.

## Politisk karriär
Från den 15 oktober 2022 till den 14 oktober 2026 är hon ledamot i kommunfullmäktige. Från den 1 maj 2023 ersättare i Karlskoga Kommunhus AB, och från den 1 januari 2023 innehar hon samma position i både kommunstyrelsen och dess arbetsutskott. Likaså är hon ersättare i Barn- och utbildningsnämnden under samma tidsperiod. Dessutom är Lyckeborn ledamot i Karlskogahem från den 1 maj 2023. Hon har även en roll som ersättare i Krisledningsnämnden från den 31 januari 2023. Därutöver agerar hon som partiföreträdare för Liberalerna från den 1 januari 2023.
Lyckeborn är också verksamhetschef vid Alfred Nobels Björkborn.